# LearningApps
LearningApps je bezplatný webový autorský software a platforma pro podporu procesu učení a výuky pomocí malých interaktivních multimediálních výukových modulů, tzv. aplikací. K dispozici jsou formáty s výběrem odpovědí, přiřazovací cvičení a cloze testy. Výukové moduly mohou vytvářet nebo upravovat online také sami uživatelé. Výukové moduly lze sdílet se studenty prostřednictvím webového odkazu nebo QR kódu nebo je lze vložit přímo do výukové platformy, wiki nebo blogu prostřednictvím kódu HTML. Je k dispozici v mnoha jazykových mutacích, od němčiny, angličtiny, francouzštiny, španělštiny až po češtinu.

## Výukové moduly
Nástroj pro tvorbu nabízí více než dvacet šablon pro výukové moduly neboli aplikace. Jedná se o tyto kategorie: 
- výběrové úkoly (kvíz s více odpověďmi, video s otázkami)
- přiřazovací úkoly (hledání párů, rozřazování do skupin, přiřazování k obrázku, kde se co nachází, přiřazovací tabulka)
- dopisovací úkoly (cvičení s volnými odpověďmi, doplňovačka, doplňovací tabulka, kvíz s otázkami)
- seřazovací úkoly (jednoduché řazení, číselná řada)
- hry (Chcete být milionářem, puzzle s otázkami, křížovka, osmisměrka, šibenice, koňské dostihy, pexeso, tipovačka)

## Historie
V letech 2011–2013 vzniká LearningApps.org  jako výzkumný a vývojový projekt na Pädagogische Hochschule PHBern (Dr. Michael Hielscher, Prof. Dr. Werner Hartmann) ve spolupráci s Universität Mainz (Prof. Dr. Franz Rothlauf) a University of Applied Sciences Zittau/Görlitz (Prof. Dr. Christian Wagenknecht). V roce 2015 je založeno sdružení LearningApps - interaktivní moduly.